# Руди Рэй Мур
Рудольф Франк Мур (17 марта 1927, Форт-Смит, Арканзас, США — 19 октября 2008, Риттман, Огайо, США), известен как Руди Рэй Мур, американский комик, певец, актёр и кинопродюсер. В ранний период своего творчества создал персонажа по имени Долемайт, сутенёра из фильма Долемайт (1975) и его сиквелов. В его записях часто встречались стихи с ненормативной лексикой, за что Мур позднее получил звание «крёстного отца рэпа». Актёр и комик Эдди Мерфи сыграл Мура в фильме «Меня зовут Долемайт».

## Ранние годы
Руди родился и вырос в Форт-Смите, Арканзас. Позднее жил в Арконе, Огайо и Милуоки, Висконсин. Там он проповедовал в церквях и работал танцором в ночных клубах, певцом и комиком, часто появляясь в образе Принца ДюМарра. Служил в развлекательной группе Армии США в Германии, где получил прозвище Harlem Hillbilly за исполнение песен кантри в стиле ритм-энд-блюз. В армии Мур начал интересоваться комедией.
После армии жил в Сиэтле, а затем в Лос-Анджелесе, где он продолжил работать в клубах, а также познакомился с продюсером Дутси Уильямсом. В 1955—1962 годах, он записывал песни в стиле ритм-энд-блюз для лейблов Federal, Cash, Ball, Kent и Imperial.Уильямс выпустил первые комедийные альбомы Мура: Below the Belt (1959), The Beatnik Scene (1962), и A Comedian Is Born (1964).

## Карьера

### Записи Долемайта
По словам Мура, он работал в известном музыкальном магазине Dolphin’s of Hollywood в Лос-Анджелесе, когда впервые услышал матерные истории о «Долемайте», которые рассказывал местный по имени Рико. Мур записал рассказы нескольких уличных поэтов, включая Big Brown, который оказал влияние на творчество Боба Дилана, когда тот жил в Гринвич Вилладж. Дилан отзывался о Брауне, как о лучшем из поэтов, которых ему доводилось знать. В 1973 Мур стал продюсером альбома Брауна под названием The First Man of Poetry, Big Brown: Between Heaven and Hell.
Мур рассказывал, что знал пьяницу по имени Рико и слышал, как тот читает рифмованные строки. «Рико, ты читаешь „Долемайта“, я дам тебе денег на суп. Он читал „Долемайта“ в центре магазина, а люди просто продолжали работать. Потом я подумал, что он — не профессиональный комик, а я профессиональный. Что было бы, если я читал „Долемайта“? Немного подумав, я пригласил его домой, дал ему немного выпивки и включил диктофон. Вот и вся история».
Мур начал записывать истории и примерять роль Долемайта в своих клубных выступлениях. В 1970-71 годах, Мур записал 3 альбома — Eat Out More Often, This Pussy Belongs To Me и The Dirty Dozens, в которых Мур читал грязные, вульгарные строки с ненормативной лексикой, в которых часто фигурировали сутенёры, проститутки, лудоманы и мошенники. На заднем плане таких композиций звучала джазовая и R&B музыка.
На творчество Мура оказала влияние деятельность таких комиков, как Redd Foxx и Richard Pryor. Обычно Мур делал записи в своём доме. Часто ему помогали друзья. Они придавали происходящему атмосферу. Обложки и содержимое пластинок Мура часто были слишком откровенны, чтобы продаваться в магазинах, но его записи передавались из рук в руки и получили успех среди афроамериканской аудитории за «извращённое остроумие и анти-истеблешментские взгляды» Мура.

### Фильм о Долемайте
Мур потратил большую часть своих сбережений на фильм Dolemite, который увидел свет в 1975 году и был назван «одним из самых великих „чёрных“ фильмов» 70-х годов. Главный персонаж был «настоящим героем гетто: плохой парень, профан, знал кунг-фу, рождён, чтобы убивать и защищать сообщество от угроз. Долемайт был сутенёром с кунг-фу-группировкой, состоящей из проституток, и был известен своей сексуальной доблестью».
Фильм получил успех. За ним последовали фильмы The Human Tornado, The Monkey Hustle, и Petey Wheatstraw: The Devil’s Son-in-Law. Мур продолжил выпускать альбомы, которые сыграли большую роль в формировании его фанатской базы в 70-х и 80-х годах 20 века. Немногие из работ Мура достигли широкой «белой» аудитории. Его «Быстрые, как огонь непристойные рифмы выходили за всякие рамки» Foxx’a и Pryor’a. Его матерный стиль был преградой от попадания на телевидение и больших кинокартин. В то же время, Мур часто проповедовал в своей церкви и бывал с матерью на National Baptist Convention. Мур рассказывал: «Я не просто матерился, это был вид искусства, зарисовки, в которых я изображал простых людей из гетто. Я не хочу, чтобы меня называли грязным стариком. Я, скорее, гетто-экспрессионист».

### Влияние на рэп и дальнейшая жизнь
Многие рэперы говорят, что Руди Рэй Мур оказал на их творчество значительное влияние. Snoop Dogg однажды сказал: «Серьёзно, без Руди Рэй Мура не было бы Снуп Догга». Мур появился в альбоме Big Daddy Kane в 1990 году.
В 2000 году Мур сыграл в фильме Big Money Hustlas, созданном хип-хоп группой Insane Clown Posse. В этом фильме он сыграл Долемайта впервые за 20 лет.
19 октября 2008, Мур умер Акроне, Огайо, из-за осложнений от диабета. Мур никогда не был женат. Его мать, два брата, сестра, дочь и внуки пережили Руди.

## Память о Руди Рэй Муре
7 июня 2018 Крейг Брюэр анонсировал, что станет режиссёром фильма «Меня зовут Долемайт», снятого по сценарию Скотта Александера и Ларри Карашевски. Фильм размещён на платформе Netflix. Роль Мура сыграл Эдди Мерфи. Месяц спустя была объявлена и остальная часть съёмочной группы. В июле 2018, Крис Рок и Рон Сефас Джонс присоединились к съёмочной группе. Съёмки начались 12 июня 2018 года. В августе 2019 вышел первый трейлер. Показ фильма начался 25 октября 2019 года.

## Дискография
Синглы:
- Step It Up And Go (King Records)
- Below The Belt (Dooto)
- The Roosevelt (Dooto)
- Let’s Come Together
- My Soul — The Seniors (Ball 001)
- Rally In The Valley (Vermont 105-45)
- Hully Gully Papa (Case Records 1006)

Альбомы:
- Below the Belt (1959)
- Beatnik Scene (1962)
- A Comedian Is Born (1964)
- Let’s Come Together (1970, записан в 1967)
- Eat Out More Often (1970) (Kent KST 001)
- This Pussy Belongs to Me (1970)[20] (Kent KST 002) — с «The Signifying Monkee»
- Dolemite for President (1972)
- Merry Christmas, Baby
- The Cockpit — with «Petey Wheatstraw — The Devil’s Son-In-Law»
- Return of Dolemite (совместно с The Grunts & Groans Of Love)
- The Sensuous Black Man — «The Prince»
- Zodiac
- I Can’t Believe I Ate the Whole Thing
- Jokes by Redd Foxx
- Live in Concert
- The Player—The Hustler
- House Party: Dirty Dozens Vol.1
- The Streaker
- Dolemite Is Another Crazy Nigger
- Sweet Peeter Jeeter
- The Turning Point
- Close Encounter of the Sex Kind
- Good-Ole Big Ones
- Hip-Shakin' Papa
- Greatest Hits (1995)
- When Disaster Strikes… — Busta Rhymes (Мур появляется в треке «Intro») (1997, Elektra 62064-1)
- This Ain’t No White Christmas
- Raw, Rude, and Real—More Greatest Hits
- Phantom Surfers — XXX Party (2000)
- 21st-Century Dolemite (2002)
- Hully Gully Fever
- Genius of Rudy Ray Moore
- Reconnect: Vol. 1B — various (2007, Acacia Records ACACIA CD-1B) (Мур появляется в двух треках «Godfather Of Rap»)
- Dolemite for President — Special Edition (2008)
- 50 Years of Cussing (2009)
- 50 Years of Cussing, Vol. 2 (2019)

## Фильмография
| Год  | Название                                  | Роль                    | Примечание                                                           |
| ---- | ----------------------------------------- | ----------------------- | -------------------------------------------------------------------- |
| 1975 | Dolemite                                  | Долемайт                |                                                                      |
| 1976 | The Human Tornado                         | Долемайт                |                                                                      |
| 1976 | The Monkey Hu$tle                         | Голди                   |                                                                      |
| 1977 | Petey Wheatstraw                          | Пити                    |                                                                      |
| 1979 | Disco Godfather                           | Такер Уильямс           |                                                                      |
| 1982 | Penitentiary II                           | Муж                     |                                                                      |
| 1995 | Murder Was the Case: The Movie            | Долемайт                | короткометражный фильм                                               |
| 1996 | Martin                                    | Долемайт                | Эпизод: «The Players Came Home»                                      |
| 1997 | Violent New Breed                         | Пастор Уильямс          | Direct-to-video                                                      |
| 1997 | B*A*P*S                                   | Нэйт                    |                                                                      |
| 1997 | Fakin' da Funk                            | Ларри                   |                                                                      |
| 1999 | Shaolin Dolemite                          | Монах Ру-ди             | Direct-to-video                                                      |
| 1999 | Jackie's Back                             | Плохой парень           | телевидение                                                          |
| 2000 | Big Money Hustlas                         | Долемайт                | Direct-to-video                                                      |
| 2000 | Shoe Shine Boys                           |                         |                                                                      |
| 2002 | The Return of Dolemite                    | Долемайт                |                                                                      |
| 2002 | Live At Wetlands N.Y.C.                   | он сам                  | музыкально-комедийное представление в сентябре 2000 года в Нью-Йорке |
| 2002 | The Legend of Dolemite: Bigger and Badder | он сам                  | DVD выпущено с частями интервью Мура                                 |
| 2002 | Rude                                      | он сам                  | комедийное представление в Blueberry Hill                            |
| 2003 | The Watermelon Heist                      | Ангел смерти            |                                                                      |
| 2005 | Sons of Butcher                           | Экстрасенс-уборщик Руди | Сериал, 1 эпизод 2 сезона                                            |
| 2005 | Vampire Assassin                          |                         |                                                                      |
| 2007 | A Stupid Movie for Jerks                  | Полицейский             |                                                                      |
| 2009 | It Came from Trafalgar                    | Опасный Дэн             | Посмертный релиз, (последняя роль)                                   |
| 2019 | Меня зовут Долемайт                       | он сам                  | архивные записи, посмертный релиз                                    |